# Harry Gosford Reeves
Harry Gosford Reeves (ur. 30 września 1896 w Staines-upon-Thames, zm. 24 stycznia 1918 w Bailleul) – angielski as lotnictwa Royal Flying Corps z 13 potwierdzonymi  zwycięstwami w I wojnie światowej. 
Po przeniesieniu do Royal Flying Corps i przejściu szkolenia oraz uzyskaniu licencji pilota, w czerwcu 1917 roku został skierowany do No. 1 Squadron RAF. Pierwsze zwycięstwo odniósł 18 czerwca na samolocie Nieuport nad niemieckim samolotem Albatros D.III. Na samolocie Nieuport odniósł wszystkie 13 zwycięstw. Ostatnie 18 listopada 1917 roku w okolicach Becelaere.
Harry Gosford Reeves zginął w wypadku lotniczym 24 stycznia 1918 roku, w czasie testowania samolotu Nieuport 27.
Został pochowany na Bailleul Communal Cemetery Extension we Francji.